# Echipa națională de fotbal a Croației
Echipa națională de fotbal a Croației reprezintă Croația în competițiile regionale și internaționale. Echipa este controlată de Federația Croată de Fotbal. Echipa a jucat meciuri amicale în perioada în care aparținea de Iugoslavia și meciuri oficiale începând cu 1992, când Croația a devenit țară independentă. Primul meci a fost împotriva echipei naționale a Australiei.
Croația își joacă cele mai multe meciuri considerate pe teren propriu pe Stadionul Maksimir, și câteva pe Stadionul Poljud din Split.

## Recorduri turnee finale
- Campionatul Mondial

| Țară(i) gazdă / An | Prezențe                   | Poziția                    | MJ                         | V                          | E                          | În                         | GF                         | GA                         |
| ------------------ | -------------------------- | -------------------------- | -------------------------- | -------------------------- | -------------------------- | -------------------------- | -------------------------- | -------------------------- |
| 1930 până la 1990  | Făcea parte din Iugoslavia | Făcea parte din Iugoslavia | Făcea parte din Iugoslavia | Făcea parte din Iugoslavia | Făcea parte din Iugoslavia | Făcea parte din Iugoslavia | Făcea parte din Iugoslavia | Făcea parte din Iugoslavia |
| 1994               | Nu a intrat                | Nu a intrat                | Nu a intrat                | Nu a intrat                | Nu a intrat                | Nu a intrat                | Nu a intrat                | Nu a intrat                |
| 1998               | Finala Mică                | 3                          | 7                          | 5                          | 0                          | 2                          | 11                         | 5                          |
| 2002               | Faza grupelor              | 23                         | 3                          | 1                          | 0                          | 2                          | 2                          | 3                          |
| 2006               | Faza grupelor              | 22                         | 3                          | 0                          | 2                          | 1                          | 2                          | 3                          |
| 2010               | Nu s-a calificat           | Nu s-a calificat           | Nu s-a calificat           | Nu s-a calificat           | Nu s-a calificat           | Nu s-a calificat           | Nu s-a calificat           | Nu s-a calificat           |
| 2014               | Faza grupelor              | 19                         | 3                          | 1                          | 0                          | 2                          | 6                          | 6                          |
| 2018               | Vice-campioană             | 2                          | 7                          | 4                          | 2                          | 1                          | 14                         | 9                          |
| 2022               | Finala Mică                | 3                          | 7                          | 2                          | 4                          | 1                          | 8                          | 7                          |
| 2026               | Va urma                    | Va urma                    | Va urma                    | Va urma                    | Va urma                    | Va urma                    | Va urma                    | Va urma                    |
| Total              | 6/22                       | Locul 2                    | 30                         | 13                         | 8                          | 9                          | 43                         | 33                         |

- Campionatul European

| 1960 până la 1988 | Făcea parte din Iugoslavia | Făcea parte din Iugoslavia | Făcea parte din Iugoslavia | Făcea parte din Iugoslavia | Făcea parte din Iugoslavia | Făcea parte din Iugoslavia | Făcea parte din Iugoslavia | Făcea parte din Iugoslavia | Făcea parte din Iugoslavia | Făcea parte din Iugoslavia |
| 1992              | Nu a intrat                | Nu a intrat                | Nu a intrat                | Nu a intrat                | Nu a intrat                | Nu a intrat                | Nu a intrat                | Nu a intrat                | Nu a intrat                | Nu a intrat                |
| 1996              | Sferturi                   | 7                          | 4                          | 2                          | 0                          | 2                          | 5                          | 5                          |                            |                            |
| 2000              | Nu s-a calificat           | Nu s-a calificat           | Nu s-a calificat           | Nu s-a calificat           | Nu s-a calificat           | Nu s-a calificat           | Nu s-a calificat           | Nu s-a calificat           | Nu s-a calificat           | Nu s-a calificat           |
| 2004              | Faza Grupelor              | 13                         | 3                          | 0                          | 2                          | 1                          | 4                          | 6                          |                            |                            |
| 2008              | Sferturi                   | 5                          | 4                          | 3                          | 1                          | 0                          | 5                          | 2                          |                            |                            |
| 2012              | Faza grupelor              | 10                         | 3                          | 1                          | 1                          | 1                          | 4                          | 3                          |                            |                            |
| 2016              | Optimi                     | 9                          | 4                          | 2                          | 1                          | 1                          | 5                          | 4                          |                            |                            |
| 2020              | Optimi                     | 13                         | 4                          | 1                          | 1                          | 2                          | 7                          | 8                          |                            |                            |
| 2024              | Faza grupelor              |                            | 3                          | 0                          | 2                          | 1                          | 3                          | 6                          |                            |                            |
| Total             | 7/17                       | Locul 5                    | 25                         | 9                          | 8                          | 8                          | 33                         | 34                         |                            |                            |

## Rezultate
| Rezultate obținute la Campionatul Mondial | Rezultate obținute la Campionatul Mondial | Rezultate obținute la Campionatul Mondial | Rezultate obținute la Campionatul Mondial |
| Anul                                      | Runda                                     | Scor                                      | Rezultat                                  |
| ----------------------------------------- | ----------------------------------------- | ----------------------------------------- | ----------------------------------------- |
| 1998                                      | Faza Grupelor                             | Croația 3 – 1 Jamaica                     | Victorie                                  |
| 1998                                      | Faza Grupelor                             | Croația 1 – 0 Japonia                     | Victorie                                  |
| 1998                                      | Faza Grupelor                             | Croația 0 – 1 Argentina                   | Înfrângere                                |
| 1998                                      | Optimi                                    | Croația 1 – 0 România                     | Victorie                                  |
| 1998                                      | Sferturi                                  | Croația 3 – 0 Germania                    | Victorie                                  |
| 1998                                      | Semifinală                                | Croația 1 – 2 Franța                      | Înfrângere                                |
| 1998                                      | Finala Mică                               | Croația 2 – 1 Țările de Jos               | Victorie                                  |
| 2002                                      | Faza Grupelor                             | Croația 0 – 1 Mexic                       | Înfrângere                                |
| 2002                                      | Faza Grupelor                             | Croația 2 – 1 Italia                      | Victorie                                  |
| 2002                                      | Faza Grupelor                             | Croația 0 – 1 Ecuador                     | Înfrângere                                |
| 2006                                      | Faza Grupelor                             | Croația 0 – 1 Brazilia                    | Înfrângere                                |
| 2006                                      | Faza Grupelor                             | Croația 0 – 0 Japonia                     | Egal                                      |
| 2006                                      | Faza Grupelor                             | Croația 2 – 2 Australia                   | Egal                                      |
| 2014                                      | Faza Grupelor                             | Croația 1 – 3 Brazilia                    | Înfrângere                                |
| 2014                                      | Faza Grupelor                             | Croația 4 – 0 Camerun                     | Victorie                                  |
| 2014                                      | Faza Grupelor                             | Croația 1 – 3 Mexic                       | Înfrângere                                |
| 2018                                      | Faza Grupelor                             | Croația 2 – 0 Nigeria                     | Victorie                                  |
| 2018                                      | Faza Grupelor                             | Croația 3 – 0 Argentina                   | Victorie                                  |
| 2018                                      | Faza Grupelor                             | Croația 2 – 1 Islanda                     | Victorie                                  |
| 2018                                      | Optimi                                    | Croația 1 – 1 Danemarca                   | Egal                                      |
| 2018                                      | Optimi                                    | Croația 3 – 2 Danemarca                   | Penalti                                   |
| 2018                                      | Sferturi                                  | Croația 2 – 2 Rusia                       | Egal                                      |
| 2018                                      | Sferturi                                  | Croația 4 – 3 Rusia                       | Penalti                                   |
| 2018                                      | Semifinală                                | Croația 2 – 1 Anglia                      | Victorie                                  |
| 2018                                      | Finala                                    | Croația 2 – 4 Franța                      | Înfrângere                                |
| 2022                                      | Faza Grupelor                             | Croația 0 – 0 Maroc                       | Egal                                      |
| 2022                                      | Faza Grupelor                             | Croația 4 – 1 Canada                      | Victorie                                  |
| 2022                                      | Faza Grupelor                             | Croația 0 – 0 Belgia                      | Egal                                      |
| 2022                                      | Optimi                                    | Croația 1 – 1 Japonia                     | Egal                                      |
| 2022                                      | Optimi                                    | Croația 3 – 1 Japonia                     | Penalti                                   |
| 2022                                      | Sferturi                                  | Croația 1 – 1 Brazilia                    | Egal                                      |
| 2022                                      | Sferturi                                  | Croația 4 – 2 Brazilia                    | Penalti                                   |
| 2022                                      | Semifinală                                | Croația 0 – 3 Argentina                   | Înfrângere                                |
| 2022                                      | Finala Mică                               | Croația 2 – 1 Maroc                       | Victorie                                  |

| Rezultate obținute la Campionatul European | Rezultate obținute la Campionatul European | Rezultate obținute la Campionatul European | Rezultate obținute la Campionatul European |
| Anul                                       | Runda                                      | Scor                                       | Rezultat                                   |
| ------------------------------------------ | ------------------------------------------ | ------------------------------------------ | ------------------------------------------ |
| 1996                                       | Faza Grupelor                              | Croația 1 – 0 Turcia                       | Victorie                                   |
| 1996                                       | Faza Grupelor                              | Croația 3 – 0 Danemarca                    | Victorie                                   |
| 1996                                       | Faza Grupelor                              | Croația 0 – 3 Portugalia                   | Înfrângere                                 |
| 1996                                       | Sferturi                                   | Croația 1 – 2 Germania                     | Înfrângere                                 |
| 2004                                       | Faza Grupelor                              | Croația 0 – 0 Elveția                      | Egal                                       |
| 2004                                       | Faza Grupelor                              | Croația 2 – 2 Franța                       | Egal                                       |
| 2004                                       | Faza Grupelor                              | Croația 2 – 4 Anglia                       | Înfrângere                                 |
| 2008                                       | Faza Grupelor                              | Croația 1 – 0 Austria                      | Victorie                                   |
| 2008                                       | Faza Grupelor                              | Croația 2 – 1 Germania                     | Victorie                                   |
| 2008                                       | Faza Grupelor                              | Croația 1 – 0 Polonia                      | Victorie                                   |
| 2008                                       | Sferturi                                   | Croația 1 – 1 Turcia                       | Egal                                       |
| 2008                                       | Sferturi                                   | Croația 1 – 3 Turcia                       | Penalti                                    |
| 2012                                       | Faza Grupelor                              | Croația 3 – 1 Republica Irlanda            | Victorie                                   |
| 2012                                       | Faza Grupelor                              | Croația 1 – 1 Italia                       | Egal                                       |
| 2012                                       | Faza Grupelor                              | Croația 0 – 1 Spania                       | Înfrângere                                 |
| 2016                                       | Faza Grupelor                              | Croația 1 – 0 Turcia                       | Victorie                                   |
| 2016                                       | Faza Grupelor                              | Croația 2 – 2 Cehia                        | Egal                                       |
| 2016                                       | Faza Grupelor                              | Croația 2 – 1 Spania                       | Victorie                                   |
| 2016                                       | Optimi                                     | Croația 0 – 1 Portugalia                   | Înfrângere                                 |
| 2020                                       | Faza Grupelor                              | Croația 0 – 1 Anglia                       | Înfrângere                                 |
| 2020                                       | Faza Grupelor                              | Croația 1 – 1 Cehia                        | Egal                                       |
| 2020                                       | Faza Grupelor                              | Croația 3 – 1 Scoția                       | Victorie                                   |
| 2020                                       | Optimi                                     | Croația 3 – 5 Spania                       | Înfrângere                                 |
| 2024                                       | Faza Grupelor                              | Croația 0 – 3 Spania                       | Înfrângere                                 |
| 2024                                       | Faza Grupelor                              | Croația 2 – 2 Albania                      | Egal                                       |
| 2024                                       | Faza Grupelor                              | Croația 1 – 1 Italia                       | Egal                                       |

## Adversari
| Adversar      | Meciuri | Victorie | Remiză | Înfrângere |           | Adversar | Meciuri | Victorie | Remiză | Înfrângere |
| ------------- | ------- | -------- | ------ | ---------- | --------- | -------- | ------- | -------- | ------ | ---------- |
| Argentina     | 3       | 1        | 0      | 2          | Brazilia  | 3        | 0       | 1        | 2      |            |
| Japonia       | 3       | 1        | 2      | 0          | Franța    | 2        | 0       | 0        | 2      |            |
| Maroc         | 2       | 1        | 1      | 0          | Mexic     | 2        | 0       | 0        | 2      |            |
| Anglia        | 1       | 1        | 0      | 0          | Australia | 1        | 0       | 1        | 0      |            |
| Belgia        | 1       | 0        | 1      | 0          | Camerun   | 1        | 1       | 0        | 0      |            |
| Canada        | 1       | 1        | 0      | 0          | Danemarca | 1        | 0       | 1        | 0      |            |
| Ecuador       | 1       | 0        | 0      | 1          | Germania  | 1        | 1       | 0        | 0      |            |
| Islanda       | 1       | 1        | 0      | 0          | Italia    | 1        | 1       | 0        | 0      |            |
| Nigeria       | 1       | 1        | 0      | 0          | Jamaica   | 1        | 1       | 0        | 0      |            |
| România       | 1       | 1        | 0      | 0          | Rusia     | 1        | 0       | 1        | 0      |            |
| Țările de Jos | 1       | 1        | 0      | 0          |           |          |         |          |        |            |
| 11 echipe     | 16      | 9        | 4      | 3          | 10 echipe | 14       | 4       | 4        | 6      |            |

| Adversar   | Meciuri | Victorie | Remiză | Înfrângere |                   | Adversar | Meciuri | Victorie | Remiză | Înfrângere |
| ---------- | ------- | -------- | ------ | ---------- | ----------------- | -------- | ------- | -------- | ------ | ---------- |
| Spania     | 4       | 1        | 0      | 3          | Turcia            | 3        | 2       | 1        | 0      |            |
| Anglia     | 2       | 0        | 0      | 2          | Cehia             | 2        | 0       | 2        | 0      |            |
| Germania   | 2       | 1        | 0      | 1          | Italia            | 2        | 0       | 2        | 0      |            |
| Portugalia | 2       | 0        | 0      | 2          | Albania           | 1        | 0       | 1        | 0      |            |
| Austria    | 1       | 1        | 0      | 0          | Danemarca         | 1        | 1       | 0        | 0      |            |
| Elveția    | 1       | 0        | 1      | 0          | Franța            | 1        | 0       | 1        | 0      |            |
| Polonia    | 1       | 1        | 0      | 0          | Republica Irlanda | 1        | 1       | 0        | 0      |            |
| Scoția     | 1       | 1        | 0      | 0          |                   |          |         |          |        |            |
| 8 echipe   | 14      | 5        | 1      | 8          | 7 echipe          | 11       | 4       | 7        | 0      |            |

## Top marcatori
| # | Nume             | Perioadă  | Goluri | Selecții | Ref. |
| - | ---------------- | --------- | ------ | -------- | ---- |
| 1 | Davor Šuker      | 1991–2002 | 45     | 69       |      |
| 2 | Mario Mandžukić  | 2007–     | 33     | 89       |      |
| 3 | Eduardo da Silva | 2004–2014 | 29     | 64       |      |
| 4 | Darijo Srna      | 2002–2016 | 22     | 134      |      |
| 5 | Ivan Perišić     | 2011–     | 21     | 73       |      |
| 6 | Ivica Olić       | 2002–2015 | 20     | 104      |      |
| 7 | Niko Kranjčar    | 2004–2013 | 16     | 81       |      |
| 8 | Goran Vlaović    | 1992–2002 | 15     | 52       |      |
| 8 | Nikola Kalinić   | 2007–     | 15     | 42       |      |
| 8 | Ivan Rakitić     | 2007–     | 15     | 99       |      |

## Lotul actual
Următorii jucători au fost incluși în lotul echipei pentru a disputa meciurile de la UEFA Euro 2024.
| Nr. | Poz. | Jucător               | Data nașterii (vârsta)         | Selecții | Goluri | Club              |
| --- | ---- | --------------------- | ------------------------------ | -------- | ------ | ----------------- |
| 1   | P    | Dominik Livaković     | 9 ianuarie 1995 (30 de ani)    | 53       | 0      | Fenerbahçe        |
| 12  | P    | Nediljko Labrović     | 10 octombrie 1999 (25 de ani)  | 1        | 0      | Rijeka            |
| 23  | P    | Ivica Ivušić          | 1 februarie 1995 (30 de ani)   | 6        | 0      | Pafos             |
|     |      |                       |                                |          |        |                   |
| 2   | F    | Josip Stanišić        | 2 aprilie 2000 (25 de ani)     | 17       | 0      | Bayer Leverkusen  |
| 3   | F    | Marin Pongračić       | 11 septembrie 1997 (27 de ani) | 7        | 0      | Lecce             |
| 4   | F    | Joško Gvardiol        | 23 ianuarie 2002 (23 de ani)   | 29       | 2      | Manchester City   |
| 5   | F    | Martin Erlić          | 24 ianuarie 1998 (27 de ani)   | 9        | 0      | Sassuolo          |
| 6   | F    | Josip Šutalo          | 28 februarie 2000 (25 de ani)  | 13       | 0      | Ajax              |
| 19  | F    | Borna Sosa            | 21 ianuarie 1998 (27 de ani)   | 20       | 1      | Ajax              |
| 21  | F    | Domagoj Vida          | 29 aprilie 1989 (36 de ani)    | 105      | 4      | AEK Atena         |
| 22  | F    | Josip Juranović       | 16 august 1995 (29 de ani)     | 37       | 0      | Union Berlin      |
|     |      |                       |                                |          |        |                   |
| 7   | M    | Lovro Majer           | 17 ianuarie 1998 (27 de ani)   | 30       | 8      | VfL Wolfsburg     |
| 8   | M    | Mateo Kovačić         | 6 mai 1994 (31 de ani)         | 100      | 5      | Manchester City   |
| 10  | M    | Luka Modrić (căpitan) | 9 septembrie 1985 (39 de ani)  | 174      | 24     | Real Madrid       |
| 11  | M    | Marcelo Brozović      | 16 noiembrie 1992 (32 de ani)  | 95       | 7      | Al Nassr          |
| 13  | M    | Nikola Vlašić         | 4 octombrie 1997 (27 de ani)   | 55       | 8      | Torino            |
| 15  | M    | Mario Pašalić         | 9 februarie 1995 (30 de ani)   | 62       | 10     | Atalanta          |
| 18  | M    | Luka Ivanušec         | 26 noiembrie 1998 (26 de ani)  | 20       | 2      | Feyenoord         |
| 25  | M    | Luka Sučić            | 8 septembrie 2002 (22 de ani)  | 6        | 0      | Red Bull Salzburg |
| 26  | M    | Martin Baturina       | 16 februarie 2003 (22 de ani)  | 3        | 0      | Dinamo Zagreb     |
|     |      |                       |                                |          |        |                   |
| 9   | A    | Andrej Kramarić       | 19 iunie 1991 (33 de ani)      | 92       | 28     | TSG Hoffenheim    |
| 14  | A    | Ivan Perišić          | 2 februarie 1989 (36 de ani)   | 130      | 33     | Hajduk Split      |
| 16  | A    | Ante Budimir          | 22 iulie 1991 (33 de ani)      | 20       | 2      | Osasuna           |
| 17  | A    | Bruno Petković        | 16 septembrie 1994 (30 de ani) | 37       | 11     | Dinamo Zagreb     |
| 20  | A    | Marko Pjaca           | 6 mai 1995 (30 de ani)         | 26       | 1      | Rijeka            |
| 24  | A    | Marco Pašalić         | 14 septembrie 2000 (24 de ani) | 5        | 1      | Rijeka            |

### Oficiale
- Croatian Football Federation official website hr
- Official supporters' club website Arhivat în 22 mai 2010, la Wayback Machine. hr

### Statistici
- Detailed list of all Croatia's games Arhivat în 7 iulie 2012, la Wayback Machine. hr  (Last updated 20 august 2008)
- Croatia - List of international matches at RSSSF (Last updated 16 May, 2008)
- Croatia - Players' stats at RSSSF (Last updated 14 October, 2008)

### Știri și fani
- Nogometni.net - Croatian football portal & live streams Arhivat în 25 iunie 2008, la Wayback Machine. hr
- Official website of Sportnet.hr hr
- Official website[nefuncțională – arhivă]
 of Sportske novosti hr